# Yrjö Hietanen
Yrjö Hietanen (Helsínquia, 12 de julho de 1927 – Helsínquia, 26 de março de 2011) foi um velocista finlandês na modalidade de canoagem.
Foi vencedor da medalha de Ouro em K-2 1000 m e K-2 10000 m em Helsínquia 1952 junto com o seu colega de equipe Kurt Wires.